# Lijst van voetbalinterlands Benin - Guinee-Bissau
Deze lijst van voetbalinterlands is een overzicht van alle officiële voetbalwedstrijden tussen de nationale teams van Benin en Guinee-Bissau. De landen speelden tot op heden twee keer tegen elkaar. De eerste ontmoeting was tijdens een vriendschappelijk toernooi in Bamako (Mali) op 3 november 2001. Het laatste duel, een groepswedstrijd tijdens de Afrika Cup 2019, vond plaats op 29 juni 2019 in Ismaïlia (Egypte).

## Wedstrijden
| № | Plaats   | Datum           | Competitie        | Wedstrijd             | Uitslag |
| - | -------- | --------------- | ----------------- | --------------------- | ------- |
| 1 | Bamako   | 3 november 2001 | Vriendschappelijk | Benin − Guinee-Bissau | 2 − 7   |
| 2 | Ismaïlia | 29 juni 2019    | Afrika Cup 2019   | Benin − Guinee-Bissau | 0 − 0   |

## Samenvatting
| Competitie        | Totaal gespeeld | Winst Benin | Gelijk | Winst Guinee-Bissau | Doelsaldo Benin – Guinee-Bissau |
| ----------------- | --------------- | ----------- | ------ | ------------------- | ------------------------------- |
| Afrika Cup        | 1               | 0           | 1      | 0                   | 0 − 0                           |
| Vriendschappelijk | 1               | 0           | 0      | 1                   | 2 − 7                           |
| Totaal            | 2               | 0           | 1      | 1                   | 2 − 7                           |

Wedstrijden bepaald door strafschoppen worden, in lijn met de FIFA, als een gelijkspel gerekend.